# José Salinas
José Salinas Morán (Callosa de Segura, 30 de septiembre del 2000) es un futbolista Español que juega como defensa en el R. C. D. Espanyol de la Primera División de España.

## Trayectoria
Nacido en Callosa de Segura, se unió al fútbol base del Elche C. F. en 2018 procedente del Kelme C. F. Debutó con el filial el 22 de septiembre de 2019 al partir como titular en una goleada por 4-0 frente al Novelda C. F. en Tercera División y su primer gol llegó el 29 de febrero de 2020 en la derrota por 1-3 frente al Villarreal C. F. "C".
Logró debutar con el primer equipo el 6 de enero de 2021 al partir como titular en una victoria por 1-0 frente al C. F. La Nucía en Copa del Rey. Además, debutó profesionalmente el siguiente 16 de enero en una derrota por 0-2 frente al Rayo Vallecano en Copa.
El 21 de agosto de 2021 renovó su contrato con el club y salió cedido al Unionistas de Salamanca C. F. de la nueva Primera Federación. Acumuló unsa segunda cesión en el C. D. Mirandés antes de consolidarse en el primer equipo ilicitano.
El 25 de junio de 2025, tras haber conseguido ascender a Primera División con el Elche C. F., fichó por el R. C. D. Espanyol para las siguientes tres temporadas.

## Clubes
Actualizado al último partido disputado el 27 de junio de 2025.
| Club                                   | País   | Año       | Partidos | Goles |
| -------------------------------------- | ------ | --------- | -------- | ----- |
| Elche Ilicitano C. F.                  | España | 2019-2021 | 32       | 1     |
| Elche C. F.                            | España | 2020-2025 | 65       | 3     |
| Unionistas de Salamanca C. F. (cesión) | España | 2021-2022 | 39       | 6     |
| C. D. Mirandés (cesión)                | España | 2022-2023 | 41       | 2     |
| R. C. D. Espanyol                      | España | 2025-     |          |       |